# Седзув
Седзув (пол. Siedzów) — село в Польщі, у гміні Собене-Єзьори Отвоцького повіту Мазовецького воєводства.
Населення — 204 особи (2011).
У 1975-1998 роках село належало до Седлецького воєводства.

## Демографія
Демографічна структура станом на 31 березня 2011 року:
|          | Загалом | Допрацездатний вік | Працездатний вік | Постпрацездатний вік |
| -------- | ------- | ------------------ | ---------------- | -------------------- |
| Чоловіки | 104     | 24                 | 67               | 13                   |
| Жінки    | 100     | 13                 | 57               | 30                   |
| Разом    | 204     | 37                 | 124              | 43                   |